# Chứng tràn dịch ngực
Chứng tràn dịch ngực là một loại tràn dịch màng phổi trong đó dịch thấm tích tụ trong khoang màng phổi. Tình trạng này rất có thể phát triển thứ phát sau khi suy tim sung huyết, sau khi tăng áp lực thủy tĩnh trong phổi. Hiếm gặp hơn, chứng tràn dịch ngực có thể phát triển ở 10% bệnh nhân bị cổ trướng được gọi là chứng tràn dịch ngực gan. Thường khó điều trị trong suy gan giai đoạn cuối và thường không đáp ứng với điều trị.
Tràn dịch màng phổi cũng có thể phát triển sau sự tích tụ của các chất lỏng khác trong khoang màng phổi; nếu chất lỏng là máu thì nó được gọi là tràn máu màng phổi (như trong chấn thương ngực lớn), nếu chất lỏng là mủ thì nó được gọi là viêm mủ màng phổi (do nhiễm trùng ngực), và nếu chất lỏng là bạch huyết, nó được gọi là tràn dịch màng phổi do dưỡng chấp (kết quả từ sự vỡ của ống lồng ngực).

## Điều trị
Điều trị chứng tràn dịch ngực là điều khó khăn vì nhiều lý do. Các điều kiện cơ bản cần được tái tạo; tuy nhiên, thường thì nguồn chứng tràn dịch ngực là bệnh gan giai đoạn cuối rồi và chỉ có cách duy nhất là điều chỉnh bằng cách ghép gan. Đặt ống ngực không nên xảy ra. Các biện pháp khác như thủ thuật TIPS (Phân lưu cửa chủ trong gan qua tĩnh mạch cảnh) có hiệu quả hơn vì chúng điều trị nguyên nhân của tràn dịch màng phổi, nhưng có các biến chứng như bệnh não gan làm tệ hơn.